# جيمس إف. هانلي
جيمس إف. هانلي (بالإنجليزية: James F. Hanley)‏ هو كاتب أغاني أمريكي، ولد في 17 فبراير 1892، وتوفي في 8 فبراير 1942.

## وصلات خارجية
- جيمس إف. هانلي على موقع IMDb (الإنجليزية)
- جيمس إف. هانلي على موقع ميوزك برينز (الإنجليزية)
- جيمس إف. هانلي على موقع قاعدة بيانات برودواي على الإنترنت (الإنجليزية)
- جيمس إف. هانلي على موقع أول ميوزيك (الإنجليزية)
- جيمس إف. هانلي على موقع ديسكوغز (الإنجليزية)
- جيمس إف. هانلي على موقع قاعدة بيانات الفيلم (الإنجليزية)